# Киприянов, Александр Иванович
Александр Иванович Киприянов (1780—1872) — генерал-майор русской императорской армии.

## Биография
Род Киприяновых происходил с Русского Севера. Александр Иванович Киприянов родился в Каргопольском уезде Олонецкой губернии в 1780 году и с детства был записан в военную службу. Участвовал в Отечественной войне 1812 года — отличился в сражениях под Смоленском, Тарутиным, Малоярославцем; за Бородинское сражение, во время которого исполнял «особые поручения» при штабе Кутузова, был награждён золотой шпагой с надписью «За храбрость»; за действия под Вязьмой получил орден Св. Анны 2-й степени. 
Во время заграничного похода в 1813 году он был контужен, ранен в ногу и лицо. Был награждён орденом Св. Владимира 3-й степени и назначен командиром Московского гренадерского полка. Однако при возвращении в Россию между несколькими русскими солдатами и жителями Бад-Кройцнаха произошла ссора и драка. По жалобе Александру I коменданта Бад-Кройцнаха, необоснованно обвинившего в драке солдат Московского гренадерского полка, Киприянов был лишён чина, наград и старшинства по службе. Командир 2-й гренадерской дивизии, в которую входил полк Киприянова, будущий генерал-фельдмаршал И. Ф. Паскевич получил в связи с этим в высочайшем приказе единственный за всё время своей службы выговор. Паскевич хорошо знал Киприянова с 1807 года, поскольку они в одинаковых чинах совместно принимали участие в ряде сражений Русско-турецкой войны. В докладной записке, направленной Паскевичем главнокомандующему Барклаю-де-Толли в 1816 году, Паскевич изложил действительные обстоятельства происшествия и указал, что Киприянов «заслуживает милостивое внимание и возвращение по прежнему на службу, тем более, что он служил во всю прошедшую войну с отличностью, был ранен и его деятельностью, старанием и усердием Московский Гренадерский полк доведен до совершенного устройства и исправности». В дальнейшем Паскевич, обретя большее влияние, оказал содействие Киприянову в восстановлении на службе.
В 1816 году он женился на двоюродной сестре М. И. Глинки, Александре Васильевне Потресовой (1801—1830), которая, оставшись сиротой, с 1813 года воспитывалась в семье Глинки и жила в их имении в с. Новоспасское. Их первенец сразу скончался, а в октябре в 1818 года у них родился сын Валериан, который позже написал о своих родителях очерки. В одном из них (М., 1882. Вып.1) он отмечал, что мать была очень религиозна, могла молиться ночи напролёт, посты соблюдала «все без исключения и с большой строгостью»; у неё были экстазы и однажды она видела Иисуса Христа. Чтобы избавиться от полноты, которой страдала несмотря на посты, она по чьему-то совету выпила уксус и серьёзно подорвала своё здоровье. Во время лечения гипнозом, у неё открылся дар ясновидения, который был подробно описан сыном, считавшим, что многие пророчества матери сбылись. В то же время композитор Михаил Глинка указывал обратное, вспоминая, что последовал её совету лечиться кавказскими водами, от которых ему стало хуже прежнего.
После смерти Александра I А. И. Киприянов отправился в Санкт-Петербург и ему удалось восстановить «безупречность с честью» и все регалии. Он был назначен в военную службу в отдельный корпус внутренней стражи.
В 1830 году, после смерти жены, в чине генерал-майора он вышел в отставку. Принадлежавшую жене деревню Коханы переименовал в Александрино и выстроил в ней церковь в память жены. В 1836 году стал кавалером ордена Св. Георгия 4-й степени.
Скончался в 1872 году в возрасте 92 лет.